# Jones-Emberson 1
VV 47, auch als Jones-Emberson 1 (JnEr 1) oder PK 164+31°.1 bekannt (sowie irrtümlich als NGC 2474-75 u. ä.), ist ein galaktischer planetarischer Nebel im Sternbild Lynx. Er gehört zu den scheinbar größeren planetarischen Nebeln und besitzt entsprechend eine geringe Oberflächenhelligkeit. Der Weiße Zwerg im Zentrum ist möglicherweise ein PG-1159-Stern.
Der Nebel wurde von Boris Alexandrowitsch Woronzow-Weljaminow sowie unabhängig davon 1939 durch Rebecca B. Jones und Richard Emberson entdeckt, welche diesen irrtümlich mit dem NGC-Einträgen NGC 2474/2475 identifizierten, der jedoch tatsächlich ein einige Bogenminuten südlich gelegenes Galaxienpaar beschreibt.